# COVID-19 в Италии
Италия стала первой страной в Европе, которая приостановила все прямые авиарейсы в Китай и из Китая. В конце января 2020 года, когда город Ухань в китайской провинции Хубэй, ставший местом начала пандемии, стал основным очагом заражения в мире, Италия начала проверять температуру у пассажиров, прибывающих оттуда, с помощью тепловых сканеров.
31 января 2020 года у двух китайских туристов, прибывших в Рим, было подтверждено заражение вирусом SARS-CoV-2.
21 февраля было подтверждено 16 случаев COVID-19 в Ломбардии. 22 февраля было зафиксировано ещё 60 случаев в северных регионах страны, в том числе несколько смертельных. Одиннадцать муниципалитетов на севере Италии были определены как эпицентры заражения и закрыты на карантин.
Несмотря на это, инфекция быстро распространилась по всей стране, и уже в конце февраля Италия вышла на второе место в мире по количеству заражений (на первом месте оставался Китай).
29 февраля в Италии было проведено более 18 500 тестов на новый коронавирус. 29 февраля было зарегистрировано 29 смертей, 1128 случаев заражения и 50 выздоровевших пациентов.
9 марта 2020 года Италия продлила статус карантина и приняла более решительные меры для предотвращения распространения инфекции. Эти меры включают общие ограничения на поездки, запрещение публичных мероприятий, закрытие школ и публичных мест, а также приостановление религиозных мероприятий, включая похороны и свадьбы.
К концу марта больницы Италии, особенно в северных регионах, находились в критическом состоянии и остро нуждались в дополнительном медперсонале и аппаратах искусственной вентиляции легких. В связи с пандемией итальянские врачи обратились к своим коллегам из других стран с просьбой о помощи.
По состоянию на 23 октября 2020 года в Италии общее число подтверждённых случаев заражения COVID-19 составило 465 726, из которых, по официальным данным, выздоровело 259 456 человек и умерло 36 968 человек.

## Эпидемиология

### Первые подтверждённые случаи
В конце января 2020 года, после начала эпидемии COVID-19 в Китае были усилены меры предосторожности: установлены тепловые камеры и введено круглосуточное дежурство медицинского персонала в крупнейших аэропортах страны.
31 января в Риме были подтверждены первые два случая заболевания COVID-19. Два китайских туриста, которые прибыли в миланский аэропорт 23 января и отправились в Рим на туристическом автобусе, дали положительный результат на SARS-CoV-2 и были госпитализированы в Национальный институт инфекционных заболеваний имени Л. Спалланцани. Итальянское правительство приостановило все полёты в Китай и из Китая и объявило чрезвычайное положение. Премьер-министр Джузеппе Конте заявил, что Италия является первой страной ЕС, принявшей эту меру предосторожности.
6 февраля турист из Уханя, Китай, дал положительный результат на COVID-19, в результате чего общее число случаев заболевания в Италии достигло трех.
22 февраля первый заболевший итальянец выздоровел и был выписан из больницы. 22 и 26 февраля два китайских туриста дали отрицательный результат на COVID-19 в Национальном институте Ладзаро Спалланцани в Риме.
В феврале 2021 года исследователи из Италии опубликовали исследовательское письмо в журнале Emerging Infectious Diseases CDC, в котором описывается случай с 4-летним мальчиком из Милана. Ретроспективный анализ образцов, взятых в 2019 году, выявил, что мальчик, у которого 21 ноября 2019 года развился кашель, был инфицирован SARS-CoV-2 за три месяца до первого зарегистрированного случая в Италии.

### Вспышка в Ломбардии
Вспышка в Ломбардии началась, когда у 38-летнего итальянца из города Кодоньо в провинции Лоди в Ломбардии был обнаружен новый коронавирус. 14 февраля пациент ощутил симптомы ОРВИ и посетил врача в Кастильоне-д'Адда. Ему прописали лечение от гриппа.
22 февраля в Ломбардии скончалась 77-летняя женщина из Казальпустерленго, которая страдала от пневмонии. До этого она посетила то же отделение неотложной помощи, что и 38-летний житель Кодоньо. В тот же день 78-летний мужчина умер в Венето, а число случаев в Италии возросло до 79. Из 76 обнаруженных случаев 54 были обнаружены в Ломбардии, включая пациента в больнице Сан-Раффаэле в Милане и 8 пациентов в клинике Сан-Маттео в Павии, 17 в Венето, двое в Эмилии-Романье, двое в Лацио и один в Пьемонте.
По состоянию на 27 февраля в Ломбардии было 403 подтверждённых случая и 37 выздоровлений.
28 февраля погибли четыре человека — жители Пьяченцы в возрасте от 77 до 85 лет.

### Вспышка в Венето
21 февраля 2020 года два человека были инфицированы COVID-19 в Венето. На следующий день один из них, 78-летний мужчина, умер в больнице Скьявония в Падуе, что сделало его первой жертвой коронавируса в Италии. Мужчина жил в муниципалитете Во, который был помещён на карантин.
28 февраля в Венето было подтверждено 151 случаев заболевания, в муниципалитете Во — 70 случаев, включая два смертельных.

### Другие регионы
25 февраля во Флоренции новый коронавирус был обнаружен у 63-летнего бизнесмена из азиатской компании, вернувшегося 6 января из Сингапура. Он был помещён в больницу Санта-Мария-Аннунциата. 31 января 2020 года Совет министров Италии назначил Анджело Боррелли, главу гражданской защиты, специальным комиссаром по чрезвычайным ситуациям COVID-19.
Для вывоза и кремации тел умерших от COVID-19 в Италии была задействована армия.
Губернатор Базиликаты Вито Барди ввел обязательный 14-дневный карантин для людей, прибывающих из районов северной Италии, пострадавших от вспышки COVID-19. Министерство здравоохранения Италии объявило, что заключило контракт с 31 лабораторией в стране на проведение тестов на наличие COVID-19. Министр здравоохранения Роберто Сперанца назначил Вальтера Риччарди, члена исполнительного комитета Всемирной организации здравоохранения и бывшего президента Национального института здравоохранения Италии, специальным советником по отношениям между Италией и международными организациями здравоохранения. Съёмки фильма «Миссия невыполнима 7» в Венеции с Томом Крузом в главной роли были прерваны.

## Анализ действий итальянских медиков
По мнению профессора университета Падуи Джорджио Пало, процент госпитализации в Италии был недопустимо высоким. В Ломбардии на первом этапе госпитализировали 66 % пациентов с выявленным заражением новым коронавирусом, хотя большинство из них не нуждалось в госпитализации. Так были созданы условия для внутрибольничного распространения вируса, что на определённом этапе даже было основным путем заражения. В результате жертвами стали не только пациенты больниц, но и медики.

## Иностранная помощь
12 марта власти Китая направили в Италию чартерный самолет с медицинским персоналом для помощи в борьбе с коронавирусом. На борту была команда из девяти врачей — шести мужчин и трех женщин во главе с вице-президентом Красного Креста Китая Ян Хуйчуаном и профессором сердечно-легочной реанимации Ляном Цонганом. Это реаниматологи, педиатры, медсестры и деятели, которые руководили коронавирусной ситуацией в Китае. Это третья команда из Китая, которая отправилась на помощь в страны с высоким уровнем заражения коронавирусом. Первые две были отправлены в Ирак и Иран. Кроме того, из Шанхая в Италию также отправили несколько тонн медицинской помощи.
21 марта стало известно, что депутат немецкого парламента партии «Альтернатива для Германии» Ульрих Эме попросил Россию помочь Италии в борьбе с коронавирусом, ссылаясь на мольбу Паоло Гримольди, депутата Совета Европы от евроконсервативной партии «Лига Севера» в Ломбардии о помощи. Первый самолет с российскими специалистами и оборудованием вылетел в Италию 22 марта. Вскоре, 23 марта, в страну прибыла группа из 52 кубинских медиков.
Российская помощь направленных в Италию специальных бригад медиков также помогла справиться с трудной ситуацией и спасти множество жизней.

## Хронология распространения

### Декабрь 2021
На 1 декабря 2021 года зафиксировано 5 043 620 заражений, 133 931 чел. умерло, 4 млн. 709 906 излечилось, количество текущих больных — 199 783 чел.
На 7 декабря 2021 года зафиксировано первые 11 случаев заражения омикрон-штаммом коронавируса.
На 23 декабря 2021 года 28 % заражений составляет заражение омикрон-штаммом коронавируса.
На 28 декабря 2021 года 2,5 млн человек находятся на самоизоляции после контакта с заражёнными.
30 декабря 2021 года зафиксирован суточный рекорд заражения коронавирусом — 126 888 человек. Причём, рекорд по заражениям на 30 декабря обновляется шестой день подряд.
На декабрь 2021 года 79 % заражений приходится на штамм дельта, и 21 % заражений на штамм омикрон.
На март 2022 года в 100 % случаев коронавируса выявляется штамм Омикрон, полностью вытеснив штамм Дельта. Распространены как минимум 3 разновидности Омикрона.

## Правительственные меры
Италия ввела карантин в стране, ограничение на въезд на территорию Италии из других стран, обязательный масочный режим с введением штрафов за отсутствие масок.
5 марта 2020 года был создан научно-технический комитет по коронавирусу при правительстве.

### Октябрь 2021
С 15 октября 2021 года введен обязательный COVID — сертификат (green pass) для работников частного и государственного сектора для доступа на рабочие места. За осуществление трудовой деятельности без COVID — сертификата предусмотрен штраф в размере от 600 до 1 500 евро.
Также COVID — сертификат обязателен для посещения кинотеатров, театров, спортивных мероприятий.
COVID — сертификат (green pass) подтверждает, что лицо вакцинировано от COVID-19, переболело COVID-19 в течение последних 6 месяцев либо получило отрицательный тест на COVID-19 в течение последних нескольких дней.
Вакцинация обязательна для работников здравоохранения.

### Декабрь 2021
Открытие балетного сезона Ла Скала перенесено из-за вспышки коронавируса.
На территории страны действует чрезвычайное положение, объявленное с начала пандемии. Срок чрезвычайного положения истекает 31 декабря 2021 года.
14 декабря 2021 года чрезвычайное положение продлено до 31 марта 2022 года.
С 15 декабря 2021 года вакцинация стала обязательной для сотрудников полиции, пожарных, учителей и работников школ.

В связи со вспышкой инфекции с 23 декабря 2021 года обязательно ношение масок на улице. В общественном транспорте, музеях, театрах, кинотеатрах, стадионах обязательно использование маски-респиратора FFP2.

### Январь 2022
Введён сертификат Super Green Pass, который подтверждает, что лицо вакцинировано либо перенесло инфекцию в последние 6 месяцев до выдачи сертификата. Super Green Pass позволяет любые виды отдыха, занятий спортом, иной деятельности, поездок на автобусе, метро, поездах, самолётах.
Введено требование обязательной вакцинации людей старше 50 лет к 15 февраля 2022 года.

## Вакцинация

### 2021
На 24 октября 2021 года, по данным Университета Джонса Хопкинса, в Италии введено 88 млн. 684 тыс. 107 доз вакцины.
На 15 октября 2021 года полностью вакцинированы 80,8 % населения, при этом одной дозой вакцины вакцинировано 85 % населения.
На 10 декабря 2021 года 6 млн. 103 160 чел. не привиты первой дозой вакцины.
На 14 декабря 2021 года 88 % населения от 12 лет и старше привито по крайней мере одной дозой вакцины.
С 15 декабря 2021 года начата вакцинация детей возрастом от 5 до 11 лет вакциной Pfizer.
На 24 декабря 2021 года вакцинировано 47,9 млн чел. старше 12 лет (88,75 % населения). 5,6 млн чел. старше 12 лет не вакцинированы.

### 2022
11 января 2022 года зафиксирован рекорд вакцинации с 686 000 доз, введённых за день. Из них 77 500 первичных доз.
На 12 января 2022 года уровень вакцинации первой дозой достиг 89,58 %.
На 21 января 2022 года число не вакцинированных 50 лет и старше составляет 1 862 705 человек.
На 11 марта 2022 года 49,5 млн чел. вакцинированы (83,6 % населения). 38 млн чел. сделали три прививки.

### 2023
На 10 февраля 2023 года число лиц, не вакцинированных первой дозой, составляет 6,77 млн.
Введены 4 и 5 дозы вакцинации.

### 2024
Правительство Италии 9 декабря 2024 года отменило штраф в 100 евро за отказ от вакцинации против коронавируса.